# Венкова, Стася
Стася Толстая (полное имя Анастасия Павловна Толстая (до замужества — Венкова); род 19 декабря 1997 года, Санкт-Петербург) — российская актриса, сценарист и режиссёр кино и театра.

## Карьера
В 2017 году получила премию «Лучший молодой режиссёр» на фестивале Sarajevo Fashion Film Festival в Боснии и Герцеговине за свой дебютный фильм «Кафе „Полночь“».
В 2018 году сыграла главную женскую роль в спектакле «Иванов» по Чехову в театре им. Вахтангова и сняла часть клипа группы Serebro на песню «В космосе».
В 2019 году окончила ВГИК с красным дипломом (мастерская Сергея Соловьёва). Поставила дипломный спектакль «Федора» по мотивам романа Томаса Трайона, премьера которого состоялась в Ясной Поляне. Также снялась в картине Григория Константинопольского «Гроза» и представляла фильм на фестивале «Кинотавр».
В 2020 году вышел фильм Сергея Соловьёва «Ути-ути-ути», где Венкова исполнила главную роль и выступила автором сценария. Венкова представляла ленту на кинофестивале в Роттердаме.
Ведущая церемоний открытия и закрытия кинофестиваля «Дух огня» 2018, 2019, 2020 и кинофестиваля «Святая Анна» 2020.

## Театральные работы

### Актриса
- Саша — «Иванов» (2018, реж. Сергей Соловьёв) театр им. Вахтангова
- Наташа — «Три сестры» (2019, реж. Елена Исакова) ВГИК
- «Коллайдер» (2019, реж. Максим Диденко)

### Режиссёр
- «Федора» (2020, ВГИК)
- «Дальше мы сами» (2021, Новая сцена Александринского театра)

## Фильмография

### Актриса
- Заяц, или узнать папу — дочь (2013, короткометражный)
- Кафе «Полночь» (2016, короткометражный)
- Про любовь. Только для взрослых — эпизод (2017)
- Аванпост — эпизод (2019)
- Гроза — Глаша (2019)
- Ути-ути-ути — Николь (2020, короткометражный)
- Грозный — Ксения (2020, сериал)
- Наводнение — Кристина (2022)
- Клипмейкеры — Настя (2022)
- Тайное влечение — Муза (2023)
- Робинзон — Маруся (2025)
- Монохром — Дина (2025)

### Режиссёр
- Кафе «Полночь» (2016, короткометражный)[8][9]
- В кругу своих (2019, короткометражный)[10]
- INSIGHT (2021, короткометражный)
- Тайное влечение (2023)
- Семейное счастье (2025)

### Сценарист
- Кафе «Полночь» (2016, короткометражный)[8][9]
- В кругу своих (2019, короткометражный)[10]
- Ути-ути-ути (2020, короткометражный)
- INSIGHT (2021, короткометражный)
- Тайное влечение (2023)
- Семейное счастье (2025)

## Награды и номинации

### Награды
- Sarajevo Fashion Film Festival — лучший молодой режиссёр (2017)[11]
- MedFilm Festival — лучший фильм (2018)[11]
- Hollywood Screenings Film Festival — диплом полуфиналиста (2018)[11]
- Stiff Turin — диплом полуфиналиста (2018)[11]
- Специальная премия киноконцерна Мосфильм — медаль имени Сергея Эйзенштейна (2020)[12]

### Номинации
- Bute Street Film Festival (2018)[11]
- RGU Film Festival	(2018)[11]
- Piotr Film Festival	(2018)[11]
- Cefalu Film Festival (2018)[11]

## Личная жизнь
В 2023 году вышла замуж за своего однокурсника, актёра Ивана Толстого.